# Delhusa Gjon
Delhusa Gjon (født d. 9. august 1953 i Budapest) er en ungarsk sanger og sangskriver. Han har i sit hjemland skrevet en række populære sange. 

## Eurovision Song Contest 1996
Internationalt er han bedst kendt som Ungarns repræsentant ved Eurovision Song Contest 1996. Hans sang "Fortuna" var en af de bidrag der, sammen med den danske i 1996, blev elimineret fra en kvalifikationsrunde – et nyt tiltag fra EBU dette år, for at mindske antallet af deltagerlande i konkurrencen. Uheldigt for Gjon Delhusa, fik hans sang nøjagtigt samme antal point som Finland, men da Finland havde fået en højere topkarakter uddelt under kvalifikationsrunden, blev det Finland og ikke Ungarn der gik videre.